# بردرتشو (سر أسياب يوسفي)
بردرتشو (بالفارسية: بردرچو) هي قرية تقع في إيران في قسم سر أسياب يوسفي الريفي.